# Rudawa (powiat wołowski)
Rudawa – wieś w Polsce położona w województwie dolnośląskim, w powiecie wołowskim, w gminie Wińsko.
W latach 1975–1998 miejscowość należała administracyjnie do województwa wrocławskiego.

## Nazwa
Dawne nazwy miejscowości: Seyfridaw (1437 r.), Seyffrodau (1736 r.), Seyfrodau (1787 r.) i Seifrodau (lata 1845-1945). Według Damrotha nazwa miejscowości, a przynajmniej jej pierwszy człon, Seif - jest pochodzenia osobowego i utworzona została od niemieckiego imienia Siegfried.

## Historia wsi i dóbr
Pierwsza historyczna wzmianka o miejscowości pochodzi z roku 1437. Początkowo na terenie wsi istniało 20 ½ łanów kmiecych. Wieś prawdopodobnie lokowana była na prawie niemieckim. Do roku 1734, 19 kmiecych łanów przeszło na własność tutejszego majątku szlacheckiego. W roku 1787, struktura społeczna wsi przedstawiała się następująco: 1 kmieć, 28 zagrodników i 6 chałupników. W tym czasie do wsi należał folwark polny Isoldenort (obecnie: Gołaszów). W roku 1830, wśród danych statystycznych pojawia się po raz pierwszy informacja o kolonii Leopoldshain (obecnie: Mysłoszów – przysiółek wsi Brzózka). Na terenie wsi istniała, wzmiankowana już w 1830 roku, szkoła ewangelicka. Patronami szkoły byli: właściciel tutejszych dóbr oraz właściciel wsi Brzózka. Mieszkańcy wsi wyznania katolickiego należeli do kościoła w Baszynie, natomiast ewangelicy uczęszczały do kościoła w Smogorzewie Wielkim. Właścicielem dóbr szlacheckich, w roku 1787 był hrabia Von Dyherrn. W tym czasie wzmiankowana jest, istniejąca na terenie majątku, siedziba szlachecka. Przed rokiem 1830 dobra przeszły na własność rodziny von Werder. W roku 1840 majątek został zakupiony przez podpułkownika von Lekow. Wzmiankowana w literaturze siedziba szlachecka, obecnie nie istnieje. Do dziś, z zabudowy folwarcznej, zachowały się tylko nieliczne obiekty: spichlerz z początku XX w., chlewnia i stodoła. Budynki te są opuszczone i znajdują się obecnie, w złym stanie technicznym.